# 張趙凱渝
張趙凱渝，SBS（1964年10月28日—），前香港公務員，前任民政事務總署署長。

## 公務員生涯
張趙凱渝在1986年5月加入政府，擔任行政主任。她在1992年8月轉職政務職系後，至2020年4月晉升為首長級乙一級政務官。她曾在公務員事務科、工商科、政務總署、貿易署、公務員事務局、政務司司長辦公室、民政事務局等部門工作。
張趙凱渝在1990年代曾任東區助理政務專員。她其後出任教育局首席助理秘書長（教育基建），期間擔任數碼共融專責小組的官守成員。在2010年12月至2016年6月，她出任商務及經濟發展局副秘書長（工商），並在2015年11月就香港郵政運作問題到立法會接受質詢。2016年7月，她調任環境保護署副署長，後再於2019年4月起出任運輸及房屋局副秘書長（房屋）／房屋署副署長（策略）。
2022年4月6日至2025年1月26日，張趙凱渝出任民政事務總署署長。

## 榮譽

### 殊勳
- 官守太平紳士（J.P.）（2012年6月30日－2025年1月26日）[9]
- 銀紫荊星章（SBS）（2025年7月1日－）

### 頭銜
- 張趙凱渝，JP（Alice Cheung Chiu Hoi-yue, JP，2012年6月30日－2025年1月26日）[9]